# Drenica
 (décembre 2022).
Si vous disposez d'ouvrages ou d'articles de référence ou si vous connaissez des sites web de qualité traitant du thème abordé ici, merci de compléter l'article en donnant les références utiles à sa vérifiabilité et en les liant à la section « Notes et références ».

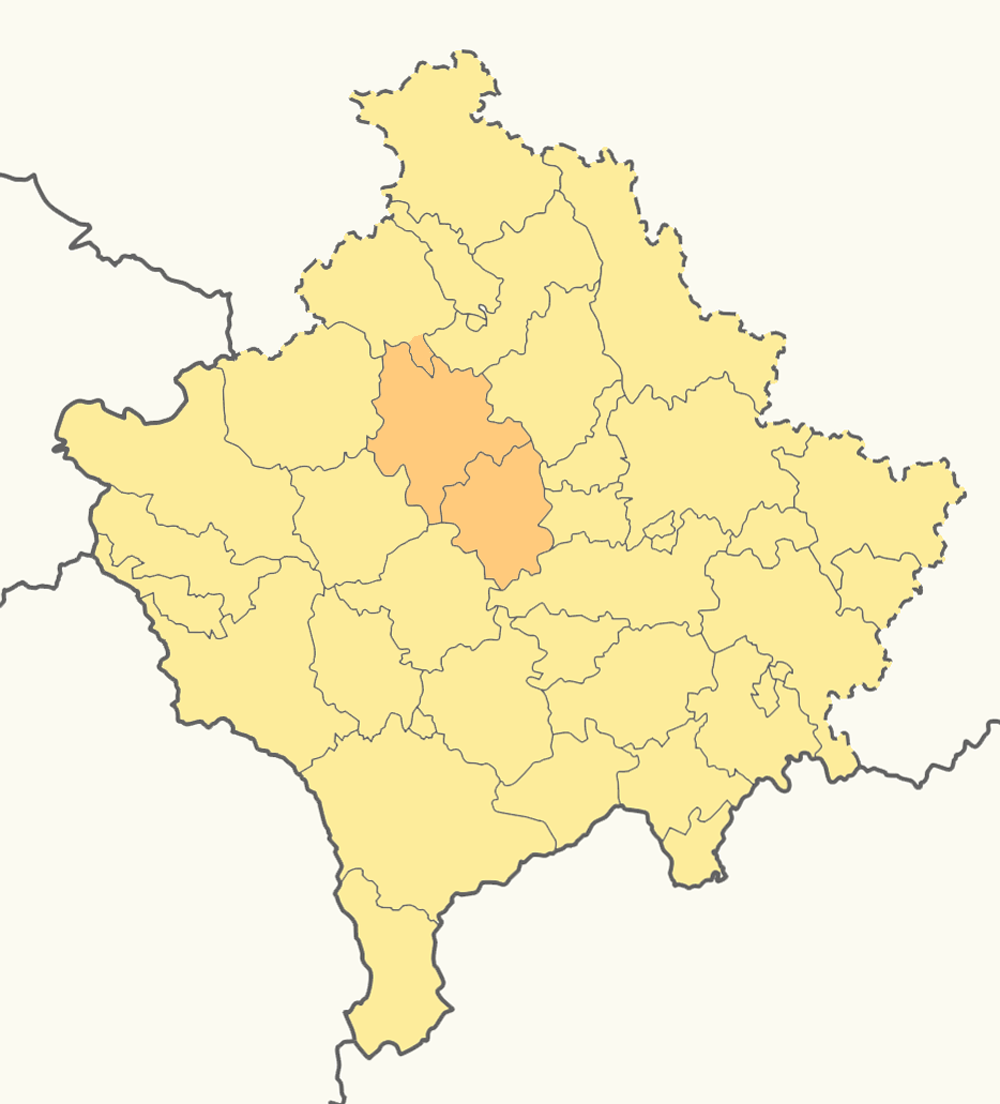
Municipalités de Drenas et Skenderaj dans la région de Drenica.

Drenica est une région du centre du Kosovo, située à l'ouest de la capitale Pristina. La région, qui est peuplée exclusivement de Kosovars de culture albanaise, a toujours opposé une forte résistance à la présence ottomane ou plus récemment à celle du gouvernement yougoslave, durant la guerre du Kosovo.